# Hell (Norwegia)
Hell – wieś w środkowej Norwegii, w gminie Stjørdal w okręgu Nord-Trøndelag. Miejsce corocznego festiwalu bluesowego.

## Historia
Pierwsze ślady osadnictwa pochodzą z roku 6000 p.n.e. o czym świadczą napisy runiczne i była miejscem przeprawy przez rzekę podczas wędrówek na północ. W roku 2000 p.n.e. istniała tu osada Hellir. Pierwszy most zbudowano we wsi w roku 1856, a w roku 1881 otworzono stację kolejową na linii Nordlandsbanen.

## Nazwa
Podobnie jak austriacka miejscowość Fucking, wieś zawdzięcza popularność wśród turystów nazwie, oznaczającej w języku angielskim piekło oraz będącej składnikiem popularnych przekleństw. Jednak nazwa wsi pochodzi od staronordyjskiego słowa hellir oznaczającej wiszącą skałę. We współczesnym języku norweskim słowo hell oznacza szczęście.

## Osoby związane z Hell
Z Hell pochodzi Mona Grudt, Miss Universe z roku 1990.